# SNOW! SNOW! SNOW!
〈SNOW! SNOW! SNOW!〉(스노! 스노! 스노!)는 KinKi Kids의 22번째 싱글이다.

## 해설
전년에 계속해, 연말에 발매된 작품. 자켓은 얼음 안에 KinKi Kids가 들어가 있는 구조로 되어 있다.
수록곡 모두가 겨울을 이미지 한 악곡·타이틀으로, CD 라벨도 유키지루시가 그려져 있다. 초동 세일즈야말로 전작보다 줄어 들었지만, 누계 매상은 전작과 거의 비슷하다.
초회반과 통상반의 자켓은 다르며, 수록곡 차이가 있다. 본작도 똑같이 초회반·통상반의 3번째 트랙에는 다른 곡이 수록되고 있어 초회반만 A면의 인스트가 수록되어 있다.

## 수록곡

### 초회반
1. SNOW! SNOW! SNOW!
(작사: 아키모토 야스시 / 작곡: 이지치 히로마사 / 편곡: 이에하라 마사키)
2. ミゾレ / 진눈깨비
(작사·작곡: 이데 코지 / 편곡: Tadasuke)
3. ユキノキャンバス / 눈 캔버스
(작사: 시노하라 류이치 / 작곡·편곡: 나카자키 히데야)
4. SNOW! SNOW! SNOW! (Backing Track)

### 통상반
1. SNOW! SNOW! SNOW!
2. ミゾレ / 진눈깨비
3. 雪白の月 / 설백의 달
(작사: Satomi / 작곡: 마츠모토 료키 / 편곡: 소가와 토모지)